# La storia (Bianchi)
La storia è un dipinto a carboncino e matita su cartone e misura cm 140x100 eseguito nel 1877 circa dal pittore italiano Mosè Bianchi.
Si tratta di uno degli studi per la personificazione della Storia per l'affresco del salone principale di Villa Giovanelli a Lonigo.
È conservato nei Musei Civici di Monza.